# Manuel de la Torre
Manuel de la Torre (* 13. Juni 1980 in Mexiko-Stadt) ist ein mexikanischer Fußballspieler auf der Position des Außenverteidigers.

## Leben
De la Torre, der aus dem Nachwuchsbereich seines Heimatvereins Club Universidad Nacional hervorging, erhielt bei diesem auch seinen ersten Profivertrag. Sein Debüt in der mexikanischen Primera División bestritt er am 8. September 1999 gegen Chivas Guadalajara (0:0) im Estadio Jalisco. Sein erstes Tor in der Primera División erzielte De la Torre am 30. Januar 2000 beim 1:0-Sieg gegen Atlante im Aztekenstadion.
Anfang 2004 wechselte er zum Deportivo Toluca FC, mit dem er dreimal mexikanischer Meister wurde.
Nach achteinhalb Jahren in Diensten der Diablos Rojos wechselte Manuel de la Torre im Juni 2012 zum Zweitligisten Lobos de la BUAP.

## Erfolge
- Mexikanischer Meister: Apertura 2005, Apertura 2008, Bicentenario 2010